# Lucas Jennis
Lucas Jennis (30 mai 1590 - 1630) est un imprimeur et marchand d'art allemand.

## Biographie
Lucas Jennis est né le 30 mai 1590 à Francfort. Son père éponyme Lucas Jennis (l'Ancien) (1575-1606), était un riche calviniste orfèvre, joaillier et graveur de Bruxelles. Il dut quitter sa maison à cause de la persécution des calvinistes aux Pays-Bas espagnols et s'est réfugié dans la ville luthérienne de Francfort trouvé. Après la mort de son père (en 1606 à Francfort) sa mère a épousé Johann Israël de Bry de la célèbre famille calviniste des de Bry : des éditeurs graveurs.
Lucas Jennis y étudia la gravure. Il avait 19 ans quand son beau-père, Johann Israël est mort en décembre 1609. Son frère Johann Theodor de Bry quitta Francfort pour Oppenheim. Lucas le suivit et entama des échanges commerciaux de livres avec l'imprimeur Baltasar Moretus de Anvers. c'est en 1616 qu'il créa sa propre maison d'édition avec les deux œuvres de Hieronymus Galler  dont il imprima les deux premières œuvres.
Jennis a épousé la sœur du peintre et graveur Joachim Sandrart qui faisait partie de la deuxième génération d'immigrants hollandais calvinistes à Francfort.
Ses contemporains le décrivent comme une personne sympathique et charitable avec un talent admirable. C'est lui qui imprima les livres de nombreux alchimistes et Nicolas Barnaud, Johann Daniel Mylius, Daniel Stolcius, et de philosophes rosicruciens bien connus comme Robert Fludd et Michael Maier.

## Œuvres
Lucas Jennis vivait dans un temps d'insécurité et d'intolérance et il en tant que calviniste réfugié il a pu à Francfort et à Oppenheim courir moins de risques. Cela vaut également pour d'autres éditeurs spécialisés, de sorte que dans une large mesure beaucoup de travaux alchimiques et rosicruciens, de traités religieux ou philosophiques, ont été édités dans les maisons d'édition de Bry, ou Lucas Jennis.
À partir de 1625 Jennis sentit une baisse d'intérêt pour les sciences occultes et il se tourna de plus en plus vers des gravures topographiques et des illustrations pour la Bible.
Parmi les publications les plus connues de Lucas Jennis figurent les titres suivants :
- Wasserstein der Weisen - oder chymisches Tractaetlein [6]
- De Lapide Philosophico
- Musaeum Hermeticum, 1625
- Philosophia Mystica: Die Prophezeiungen des Propheten Daniel
- Viridarium chymicum, 1624
- Chymisches Lustgärtlein, 1624
- Tripus Aureus, Francfort-sur-le-Main, 1618 (12 Schlüssel des Basilius Valentinus)
- Viatorium Spagyricum, 1625
- Dyas chymica tripartita, 1625 (Das Buch von Alze, The Book of Lambspring)
- Harmoniae Inperscrutabilis Chymico-Philosophicae
- Das Artis Auriferae, 1613, (Die Kunst Gold herzustellen)
- Philosophia reformata, 1622[5]

### Auteurs publiés
Liste des auteurs avec l'année de parution et le nombre de travaux d'œuvres alchimiques éditées chez Jennis :
- Duncan Burnett 2 œuvres : 1616 et 1621
- Michael Maier 9 œuvres : 1616 (1), 1617 (2), 1618 (1), 1619 (2), 1620 (1), 1621 (1), 1624 (1),
- Johann Daniel Mylius 7 œuvres : 1618 (1), 1620 (3), 1622 (1), 1628 (1), 1630 (1)
- Johann Ambrosius Siebmacher 1 œuvre : 1619 (1),
- Michael Potier 1 œuvre : 1619 (1),
- Liberius Benedictus 3 œuvres : 1923 (2), 1630 (1)
- Daniel Stolcius 3 œuvres : 1624 (2), 1627 (1)
- Hadrian de Mynsicht : 2 œuvres : 1625 (2)
- Herbrandt Jamsthaler 1 œuvre : 1625 (1)
- Johann Grasshoff 3 œuvres : 1625 (3)
- Lambspring 1625 (2)
- Thomas Norton 1 œuvre : 1625 (1)
- Valerius Saledinus 1 œuvre : 1625 (1)[7]
- Johann Baptist Grosschedel von Aicha 4 œuvres : 1629 (4)
- Johann Ludwig Gans 1 œuvre : 1630 (1)